# Finanzministerium (Rumänien)
Das Finanzministerium (rumänisch Ministerul Finanțelor) ist eines der 18 Ministerien der rumänischen Regierung. Das Finanzministerium setzt die Strategie und das Programm der Regierung für die öffentlichen Finanzen um.

## Geschichte
Am 5. April 2007 wurde das Ministerium für öffentliche Finanzen mit dem Ministerium für Wirtschaft und Handel zum Ministerium für Wirtschaft und Finanzen unter der Leitung von Varujan Vosganian zusammengelegt und im Januar 2021 in Ministerium für Finanzen umbenannt. Am 22. Dezember 2008 wurde das Ministerium für öffentliche Finanzen mit der Bildung des Kabinett Boc I wieder eingerichtet.

## Organisation
- Nationale Steuerverwaltungsbehörde (ANAF), ihr unterstehen:
  - die nationale Zollbehörde (ANV)
- Nationales Amt für Glücksspiel (ONJN)
- Nationales Amt für die Prävention und Bekämpfung der Geldwäsche (ONPCSB)
  - Generaldirektionen für öffentliche Finanzen der Bezirke, denen die Verwaltungen für öffentliche Finanzen der Gemeinden, die Verwaltungen für öffentliche Finanzen der mittleren Steuerzahler, die Verwaltungen für öffentliche Finanzen der Städte und die Verwaltungen für öffentliche Finanzen der Gemeinden unterstehen
  - Generaldirektion für öffentliche Finanzen der Stadt Bukarest, der die Verwaltungen für öffentliche Finanzen der Sektoren der Stadt Bukarest unterstehen
- Behörde für die öffentliche Aufsicht über die gesetzlich vorgeschriebene Prüfungstätigkeit
- Nationale Kommission für Prognosen (CNP)
- Zentrale Kommission für die Festsetzung von Ausgleichszahlungen
- Sonderkommission für die Rückgabe von Gebäuden, die religiösen Sekten in Rumänien gehörten
- Sonderkommission für die Rückgabe von Immobilien, die Gemeinschaften von Bürgern gehören, die nationalen Minderheiten in Rumänien angehören
- Aktivitäten, die dem Ministerium für öffentliche Finanzen unterstehen:
  - Druck und Vertrieb der Publikation „Journal of Public Finance and Accounting“
  - Rat für Rechnungswesen und Finanzberichterstattung
- Nationale Unternehmen, die dem Finanzministerium unterstellt sind
- Nationale Unternehmen, die dem Finanzministerium unterstellt sind und bei denen es als Vertreter des Staates als Aktionär auftritt:
  - Nationaldruckerei
  - CEC Bank
  - EximBank
  - Rumänischer Rückbürgschaftsfonds S.A.
  - Nationaler Kreditgarantiefonds für kleine und mittelständische Unternehmen – F.N.G.C.I.M.M. S.A. – IFN und ihre Tochtergesellschaften